# Parafia Wniebowzięcia Najświętszej Maryi Panny w Kocku
Parafia Wniebowzięcia Najświętszej Maryi Panny w Kocku – parafia rzymskokatolicka w Kocku.
Parafia erygowana w XII wieku. Obecny kościół parafialny murowany, wybudowany kosztem Anny Jabłonowskiej w latach 1778–1782, powiększony w 1898 roku, konsekrowany w 1902 roku przez biskupa lubelskiego, Franciszka Jaczewskiego. Świątynia mieści się przy placu Jabłonowskiej.
Do parafii należą wierni z miejscowości: Annopol, Annówka, Białobrzegi, Białobrzegi-Kolonia, Bożniewice, Bykowszczyzna, Giżyce, Górka, Kock, Lipniak, Łukówiec, Pożarów, Ruska Wieś, Sułoszyn, Talczyn, Tarkawica, Tchórzew, Wola Skromowska, Wólka Rozwadowska, Wygnanka, Żurawiniec i Żurawiniec-Kolonia.